# Liste in Nigeria vorhandener Dampflokomotiven
Dies ist eine Liste erhaltener Dampflokomotiven auf dem Gebiet von Nigeria.

## Lokomotiven mit 42"
| Foto | Nummer oder Name | Bauart / Achsfolge | Hersteller                   | Fabrik-nr. | Baujahr | Historie | Eigentümer / Betreiber / Strecke         | Bemerkungen |
| ---- | ---------------- | ------------------ | ---------------------------- | ---------- | ------- | -------- | ---------------------------------------- | ----------- |
|      | NRC No. 5        | B                  | W.G.Bagnall                  | 2335       | 1928    |          | Enugu Shed                               | [ 1 ]       |
|      | NRC No. 104      | 1’D1’              | Vulcan Foundry               | 56112      | 1914    |          | Enugu Shed                               | [ 2 ]       |
|      | NRC No. 157      | 1’D1’              | North British Locomotive Co. | 26286      | 1948    |          | Enugu Shed                               | [ 3 ]       |
|      | NRC No. 221      | 1’D1’              | Vulcan Foundry               | 6227       | 1955    |          | Enugu Shed                               | [ 4 ]       |
|      | NRC No. 86       | D                  | Hunslet Engine Co.           |            | 1903    |          | Gombe Industrial Museum                  | [ 5 ]       |
|      | NRC No. 94       | D                  | Hunslet Engine Co.           | 3630       | 1949    |          | Gombe Industrial Museum                  | [ 6 ]       |
|      | NRC No. 72       | D                  | ?                            |            |         |          | Jebba Railway Station                    | [ 7 ]       |
|      | NRC No. 174      | 1’D1’              | North British Locomotive Co. | 26252      | 1948    |          | Ebute Metta Junction, Lagos              | [ 8 ]       |
|      | NRC No. 207      | 1’D1’              | Vulcan Foundry               | 6213       | 1954    |          | Old Carriage & Wagon Running Shed, Lagos | [ 9 ]       |
|      | NRC No. 211      | 1’D1’              | Vulcan Foundry               | 6217       | 1954    |          | Lagos Railway Museum                     | [ 10 ]      |
|      | NRC No. 217      | 1’D1’              | Vulcan Foundry               | 6223       | 1954    |          | Lagos Railway Museum                     | [ 11 ]      |
|      | NRC No. ?        | 1’D1’              | ?                            |            |         |          | Port Harcourt Shed                       | [ 12 ]      |
|      | NRC No. ?        | ?                  | ?                            |            |         |          | Zaria Shed                               | [ 13 ]      |

## Lokomotiven mit 30"
| Foto | Nummer oder Name                         | Bauart / Achsfolge | Hersteller         | Fabrik-nr. | Baujahr | Historie | Eigentümer / Betreiber / Strecke | Bemerkungen |
| ---- | ---------------------------------------- | ------------------ | ------------------ | ---------- | ------- | -------- | -------------------------------- | ----------- |
|      | Wushishi Tramway No. B1                  | C                  | Hunslet Engine Co. | 762        | 1901    |          | Minna Station                    | [ 14 ]      |
|      | Bauchi Light Railway 0-6-2 No. B56 (B55) | C1                 | Kitson & Co.       | 5131       | 1914    |          | National Museum / Old Zoo, Jos   | [ 15 ]      |
|      | Bauchi Light Railway No. B4              | C                  | Hunslet Engine Co. | 1414       | 1921    |          | National Museum / Old Zoo, Jos   | [ 16 ]      |